# 2009-es európai parlamenti választás
A 2009-es európai parlamenti választás során az Európai Unió (EU) országaiban 2009. június 4. és 7. között – Magyarországon június 7-én, vasárnap – választották meg az Európai Parlament új tagjait a 2009 és 2014 közötti időszakra.
Az európai parlamenti választás közvetlen, arányos rendszerű választás, melyet először 1979-ben rendeztek meg e rendszer alapján.
Az Európai Unió minden tagállama maga dönt arról, milyen szabályok szerint választja meg saját EP-képviselőit. A választási alapelvek mellett csak a választás lehetséges időpontjait és az adott országban megválasztható képviselők számát határozzák meg közösségi szinten (Magyarországon a 2004-ben megválasztott 24 helyett 22-re csökkent a megválasztható képviselők száma).

## A szavazás időpontja
Az európai parlamenti (EP) képviselők megválasztásának időpontját az EP-képviselők közvetlen választásáról szóló 1976-os EGK-rendelet, valamint az ez alapján az első ilyen választást 1979. június 7–10-re kiíró 1978-as tanácsi döntés határozza meg. A szabályok szerint az Európai Közösség egy idősávot hirdet meg, amely megadott időszakon belül bármelyik napra eshet a választás, ennek eldöntését az egyes országok választási rendszere, hagyományai határozzák meg. 2009-ben június 4. és június 7. között határozták meg a választás lehetséges időpontjait, erről az Európai Tanács 2008. június 2-ai ülésén döntött.
Magyarországon a köztársasági elnöknek kell kitűznie a választást. Sólyom László köztársasági elnök 2009. március 26-án hozott határozatában június 7-ére, vasárnapra tűzte ki EP-választást. Több tagállam más időpontot és megoldást választott, például Hollandiában és Nagy-Britanniában csütörtökön, június 4-én szavaznak, Írországban pedig 5-én. Cipruson, Lettországban, Máltán és Szlovákiában ezzel szemben június 6-ára, szombatra tűzték ki a választást. Csehországban és Olaszországban (a helyi rendszernek megfelelően) kétnapos lesz a választás.

## Jogosultság
Az Európai Unió állampolgára a választáson bármely tagállamban szavazhat és bármely tagállamban megszavazható, amennyiben az adott tagállamban bejelentett lakóhellyel rendelkezik. Egységes életkori megkötés nincs, de általános, hogy a választás napjáig a tizennyolcadik életévüket betöltött személyek vehetnek részt a választáson (Ausztriában például tizenhat év a korhatár).
Magyarországon az Alkotmány határozza meg elsősorban a választási jogosultságot az EP-választásnál. Az Alkotmány 70. § (4) bekezdése szerint minden olyan, a Magyar Köztársaság területén lakóhellyel rendelkező nagykorú magyar állampolgárt és az Európai Unió más tagállamának a Magyar Köztársaság területén lakóhellyel rendelkező nagykorú állampolgárát megilleti a jog a választáson való részvételre (aktív választójog). Ez vonatkozik a megválasztásra is (passzív választójog).
A szavazáson való részvétel másik feltétele még a választói névjegyzékbe történő felvétel, amelyről az EP-választás időpontjának kitűzése után a választópolgárok értesítést kaptak. Feltétel volt még, hogy nem tartoztak valamely általános kizárási ok körébe, melyet az Alkotmány 70. § (5) bekezdése szabályzott.

## Indulók és feltételek
Mivel az Európai Parlament tagjainak megválasztása szeparáltan történik, az indulók minden tagállamban eltérnek: a helyi pártok, pártszövetségek, választási pártok indulnak az arányos rendszer szerint kialakított pártlistákon. A bejutási küszöb általánosan az összes érvényesen leadott szavazat 5 százaléka.
Általánosságban egy tagállam egy választókerületnek számít, de például Nagy-Britanniában, Olaszországban vagy Lengyelországban több választókerület is volt, és az ottani eredmények arányában osztják szét a mandátumokat. Magyarország egy választókerületnek számít, és összesen 10 párt által állított 8 lista indult a választáson.